# České Budějovice (huyện)
Huyện České Budějovice (tiếng Séc: Okres České Budějovice) là một huyện (okres) nằm trong vùng Nam Bohemia của Cộng hòa Séc. Huyện České Budějovice có diện tích 1625 km2, dân số năm 2002 là 178523 người. Thủ phủ huyện đóng ở České Budějovice. Huyện này có 107 khu tự quản.

## Các khu tự quản
Huyện České Budějovice có 107 khu tự quản sau: